# Blace, Hrvaška
Blace so naselje na Hrvaškem, ki upravno spada pod občino Slivno; le-ta pa spada pod Dubrovniško-neretvansko županijo.
Naselje leži v delti reke Neretve jugozahodno od Ploč ob izlivu Male Neretve v morje v bližini Opuzena od katerega je oddaljeno okoli 12 km. Močvirnata okolica je primerna za lov na močvirske ptice. Okolica naselja je znana po svežem sadju in zelenjavi. Pred naseljem leži 21 ha velik otoček Osinj (N43º00'13, E17º28'01), ki je bil naseljen že v rimskem obdobju. Na njem stojita cerkev postavljena na prehodu iz romanike v gotiko in ruševine puščavniškega samostana.

## Demografija
| Pregled števila prebivalcev po letih | Pregled števila prebivalcev po letih | Pregled števila prebivalcev po letih | Pregled števila prebivalcev po letih | Pregled števila prebivalcev po letih | Pregled števila prebivalcev po letih | Pregled števila prebivalcev po letih | Pregled števila prebivalcev po letih | Pregled števila prebivalcev po letih | Pregled števila prebivalcev po letih | Pregled števila prebivalcev po letih | Pregled števila prebivalcev po letih | Pregled števila prebivalcev po letih | Pregled števila prebivalcev po letih | Pregled števila prebivalcev po letih |
| ------------------------------------ | ------------------------------------ | ------------------------------------ | ------------------------------------ | ------------------------------------ | ------------------------------------ | ------------------------------------ | ------------------------------------ | ------------------------------------ | ------------------------------------ | ------------------------------------ | ------------------------------------ | ------------------------------------ | ------------------------------------ | ------------------------------------ |
| 1857                                 | 1869                                 | 1880                                 | 1890                                 | 1900                                 | 1910                                 | 1921                                 | 1931                                 | 1948                                 | 1953                                 | 1961                                 | 1971                                 | 1981                                 | 1991                                 | 2001                                 |
| 0                                    | 0                                    | 103                                  | 127                                  | 157                                  | 184                                  | 0                                    | 278                                  | 186                                  | 182                                  | 173                                  | 182                                  | 205                                  | 201                                  | 318                                  |